# سودنی

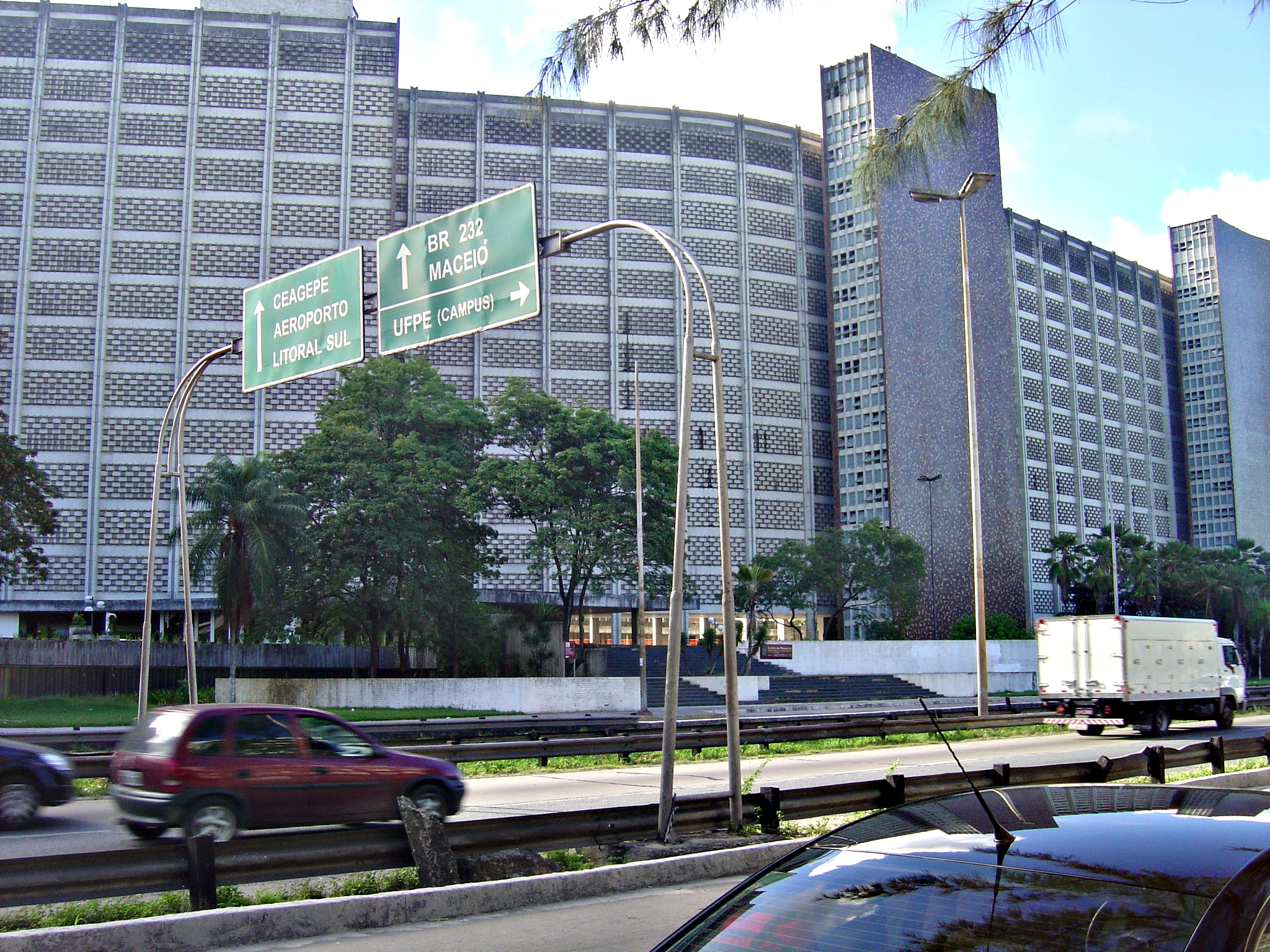
نمایی از ساختمان دفتر مرکزی طرح توسعه شمال شرقی (سودنی). رسیفی، برزیل - ۲۰۱۶

طرح توسعه شمال شرقی (پرتغالی: Superintendência de Desenvolvimento do Nordeste) یا سودنی (تلفظ پرتغالی:[suˈdẽni]) یک سازمان دولتی در برزیل است که در سال ۱۹۵۹ و در زمان دولت رئیس‌جمهور جوزلینو کوبیتسک (۱۹۵۶–۱۹۶۱) برای تحریک رشد اقتصادی در منطقه شمال شرقی برزیل، یعنی یکی از فقیرترین مناطق کشور که دارای خشکسالی مزمن و آب و هوای نیمه خشک است، تأسیس شد. سودنی به پیشنهاد اقتصاددان سلسو فارتادو، یکی از روشنفکران برجسته برزیل، که اولین مدیر این سازمان هم بود، ایجاد شد.